# Armoiries de la Bosnie-Herzégovine
Le blason de la Bosnie-Herzégovine fut adopté en 1998. Il s'est substitué à  l'ancien, qui était en vigueur depuis 1991, année de l'indépendance du pays. 
Le blason est composé des éléments du drapeau national. C'est un blason coupé en deux, la première partie, d'or est un triangle isocèle qui représente les trois groupes ethniques du pays (bosniaques, croates et serbes). En la seconde partie, d'azur, à la file indienne, sept étoiles d'argent à cinq branches, qui symbolise l'Europe.

## Anciennes armoiries
| Armoiries | Période      | Description | Notes | Statut   |
| --------- | ------------ | ----------- | --- | -------- |
|           | 1338 – 1391  |             | Les armoiries du Tvrtko I. | Officiel |
|           | XVIIe siècle |             | Les Armoiries de Bosnie au cours du XVIIe siècle, récupérés par les nationalistes serbes au XIXe siècle.                      | Officiel |
|           | 1878 - 1918  |             | Les armoiries du Condominium de Bosnie-Herzégovine (Autriche-Hongrie).                                                        | Officiel |
|           | 1946 – 1991  |             | Les armoiries de la république populaire de Bosnie-Herzégovine, renommée république socialiste de Bosnie-Herzégovine en 1963. | Officiel |
|           | 1992 – 1998  |             | Les armoiries de la république de Bosnie-Herzégovine.                                                                         | Officiel |